# (环庚三烯)(环戊二烯基)锰
(环庚三烯)(环戊二烯基)锰是一种有机锰化合物，化学式为C12H13Mn。它可由环庚三烯和三羰基环戊二烯锰在正庚烷中反应制得。它和白磷在1,3-二异丙基苯中反应，可以得到[(C5H5)4Mn4P4]。